# Constance Ford
Constance Ford, detta Connie (New York, 1º luglio 1923 – New York, 26 febbraio 1993), è stata un'attrice e modella statunitense.
Come attrice, fu attiva in campo cinematografico, televisivo e teatrale, principalmente tra l'inizio degli anni cinquanta e l'inizio degli anni sessanta.
Tra i suoi ruoli più noti, figura quello di Ada Hobson nella soap opera Destini (Another World), ruolo interpretato dal 1967 al 1992.

## Filmografia parziale

### Cinema
- L'ultima caccia (The Last Hunt), regia di Richard Brooks (1956)
- Lo sceriffo di ferro (The Iron Sheriff), regia di Sidney Salkow (1957)
- Uomini catapulta (Bailout at 43,000), regia di Francis D. Lyon (1957)
- Scandalo al sole (A Summer Place), regia di Delmer Daves (1959)
- A casa dopo l'uragano (Home from the Hill), regia di Vincente Minnelli (1960)
- Un pugno di fango (Claudelle Inglish), regia di Gordon Douglas (1961)
- Gli amanti devono imparare (Rome Adventure), regia di Dalmer Daves (1962)
- E il vento disperse la nebbia (All Fall Down), regia di John Frankenheimer (1962)
- Rivolta al braccio D (House of Women), regia di Walter Doniger (1962)
- Il gabinetto del Dr. Caligari (The Cabinet of Caligari), regia di Roger Kay (1962)
- Donne inquiete (The Caretakers), regia di Hall Bartlett (1963)
- Attento sicario: Crown è in caccia (99 and 44/100% Dead), regia di John Frankenheimer (1974)

### Televisione
- Lights Out – serie TV, episodio 4x50 (1952)
- Span of Time – film TV (1953)
- Treasury Men in Action – serie TV, 1 episodio (1953)
- The Philip Morris Playhouse – serie TV, episodio 1x01 (1953)
- Danger – serie TV, 4 episodi (1953-1954)
- Inner Sanctum – serie TV, 2 episodi (1954)
- General Electric Theater – serie TV, episodio 3x12 (1954)
- Aspettando il domani (Search for Tomorrow) – soap opera, 5 puntate (1955-1956)
- The Millionaire – serie TV, 1 episodio (1956)
- I racconti del West (Zane Grey Theatre) – serie TV, 1 episodio (1956)
- Alfred Hitchcock presenta (Alfred Hitchcock Presents) – serie TV, episodio 1x38 (1956)
- Climax! – serie TV, 3 episodi (1956-1957)
- The 20th Century-Fox Hour – serie TV, episodio 2x11 (1957)
- Have Gun - Will Travel – serie TV, episodio 1x21 (1958)
- Tombstone Territory – serie TV, 1 episodio (1960)
- Lo sceriffo indiano (Law of the Plainsman) – serie TV, episodio 1x25 (1960)
- Bat Masterson – serie TV, 2 episodi (1959-1960)
- Thriller – serie TV, episodi 1x01-1x03 (1960)
- Outlaws – serie TV, episodio 1x11 (1961)
- Surfside 6 – serie TV, episodio 1x14 (1961)
- Ricercato vivo o morto (Wanted: Dead or Alive) – serie TV, episodio 3x16 (1961)
- Gli intoccabili (The Untouchables) – serie TV, 1 episodio (1961)
- 87ª squadra (87th Precinct) – serie TV, 1 episodio (1961)
- La città in controluce (Naked City) – serie TV, 1 episodio (1961)
- Gunsmoke – serie TV, 2 episodi (1956-1962)
- Corruptors (Target: The Corruptors) – serie TV, episodi 1x16-1x29 (1962)
- Avventure in paradiso (Adventures in Paradise) – serie TV, episodio 3x24 (1962)
- Gli uomini della prateria (Rawhide) – serie TV, episodio 5x14 (1963)
- Dakota (The Dakotas) – serie TV, episodio 1x02 (1963)
- Il dottor Kildare (Dr. Kildare) – serie TV, 1 episodio (1963)
- Perry Mason – serie TV, 3 episodi (1958-1963)
- Ai confini della realtà (The Twilight Zone) – serie TV, episodio 5x08 (1963)
- Assistente sociale (East Side/West Side) – serie TV, 1 episodio 1x10 (1963)
- La legge del Far West (Temple Houston) – serie TV, episodio 1x14 (1963)
- Ai confini della notte (The Edge of Night) – serie TV, 2 episodi (1964)
- Destini (Another World) – soap opera, 2400 puntate (1967-1992)

## Doppiatrici italiane
- Dhia Cristiani in A casa dopo l'uragano, Donne inquiete
- Lydia Simoneschi in L'ultima caccia[8]
- Franca Dominici in Scandalo al sole
- Vira Silenti in Destini/Stagioni (1ª voce)[7][9]
- Mirella Pace in Destini/Stagioni (2ª voce)[7]